# Средняя Кордяга
Средняя Кордяга — река в России, правый приток Малой Кордяги (бассейн Волги). Протекает в Кирово-Чепецком и Зуевском районах Кировской области. Устье реки находится в 27 км по правому берегу Малой Кордяги. Длина реки составляет 22 км.

## Течение
Исток реки на Красногорской возвышенности в Кирово-Чепецком районе в 6 км к юго-западу от села Селезениха. Река течёт на северо-восток, русло извилистое. Верхнее течение проходит по Кирово-Чепецкому району, затем река перетекает в Зуевский район. Высота устья — 132,5 м над уровнем моря.
Единственный населённый пункт на реке — село Селезениха, также река протекает несколько покинутых деревень. Именованных притоков не имеет.

## Данные водного реестра
По данным государственного водного реестра России относится к Камскому бассейновому округу, водохозяйственный участок реки — Чепца от истока до устья, речной подбассейн реки Вятка. Речной бассейн реки — Кама.